# Fernando Camões Araújo
Fernando Camões de Araújo (sinh ngày 21 tháng 2 năm 1997) hay Fernandinho, là một cầu thủ bóng đá người Bồ Đào Nha thi đấu cho F.C. Famalicão, ở vị trí tiền vệ.

## Sự nghiệp bóng đá
Vào ngày 23 tháng 7 năm 2017, Fernandinho có màn ra mắt cho Famalicão trong trận đấu tại Cúp Liên đoàn bóng đá Bồ Đào Nha 2017–18 trước Santa Clara.